# Brown Bess
Il brown bess era il moschetto dato in dotazione alla fanteria di linea dell'esercito britannico.

## Storia
Adottato nella prima metà del XVIII secolo, rimase in servizio presso le forze dell'impero britannico dal 1720 al 1865 senza interruzioni, rimpiazzato dal Pattern 1853 Enfield.

## Descrizione
Il fucile ad avancarica ad anima liscia, era caricato con una palla di calibro .72 assieme ad altre tre di calibro .36 per un totale di quattro palle potenzialmente mortali.
Alla fanteria leggera ed alla cavalleria, oltre che ai tiratori scelti, veniva dato in dotazione il new lander pattern che era il fucile ad anima rigata che sparava una sola pallottola calibro .75.
Aveva un volume di fuoco elevato, ma dal punto di vista militare la sua affidabilità non superava l'85%. Ciò era dovuto al fatto che le quattro palle sparate raramente colpivano il bersaglio mirato, ma si disperdevano in un raggio di 120 metri su un angolo di 75 gradi.
Per sopperire a ciò, si optò per una modifica nel caricamento che consisteva nel far esplodere una piccola carica retrostante la carica di uscita dalla canna. Ciò diminuiva l'angolo di uscita a soli 56 gradi e riducendo la carica esplosiva da 0,56 grammi a 0,38 grammi si ottenne un considerevole aumento della precisione.

## Nella cultura di massa
- In ambito cinematografico, il Brown Bess compare in molti film ambientati nel '700-'800. Alcuni esempi: Barry Lyndon, L'ultimo dei Moicani, la saga Pirati dei Caraibi[2].